# Vioolconcert in a-klein (J.S. Bach)
Het Vioolconcert in a-klein (BWV 1041) is een bekend concert voor viool, strijkorkest en basso continuo, geschreven door Johann Sebastian Bach.
Het concert bestaat uit drie delen:
1. Allegro moderato
2. Andante
3. Allegro assai

Het klavierconcert in g-klein (BWV 1058) is Bachs eigen bewerking van dit vioolconcert voor klavecimbel, dat ook wel op piano wordt uitgevoerd.